# Stefan Ciekański
Stefan Ciekański (ur. 29 maja 1958 w Łodzi) – polski kolarz szosowy, wicemistrz świata, olimpijczyk.

## Kariera
Startował na igrzyskach olimpijskich w Moskwie w 1980 roku, gdzie wraz z Janem Jankiewiczem, Czesławem Langiem i Witoldem Pluteckim zajął czwarte miejsce w drużynowej jeździe na czas.
Ponadto na mistrzostwach świata w Valkenburgu w 1979 roku w tym samym składzie Polacy zdobyli srebrny medal. Na rozgrywanych trzy lata wcześniej mistrzostwach świata juniorów w Liège był brązowym medalistą w drużynie. Zdobył mistrzostwo Polski w wyścigu drużynowym na szosie (1980) oraz wicemistrzostwo w tej konkurencji w 1979. Był brązowym medalistą mistrzostw Polski w jeździe parami w 1980 roku.
Wygrał wyścig Po Ziemi Łódzkiej w 1981.
Startował w klubach Tramwajarz Łódź (1972-1978), Legia Warszawa (1979-1980) i Społem Łódź (1981-).